# Thomas Vossebelt
Thomas Vossebelt (Harderwijk, 13 juni 1989) is een Nederlands voormalig profvoetballer. Hij speelde als middenvelder. In het verleden speelde hij voor FC Zwolle in de Eerste divisie. Vossebelt debuteerde op 5 september 2008 in de wedstrijd FC Zwolle – Telstar (3–0). In juli 2009 vertrok Vossebelt naar VVOG, waar hij in juli 2020 zijn voetballoopbaan in de Derde divisie beëindigde. Zijn jongere broer Niek Vossebelt is tevens profvoetballer.

## Statistieken
| Seizoen | Club      | Land      | Competitie     | Wed. | Goals |
| ------- | --------- | --------- | -------------- | ---- | ----- |
| 2008/09 | FC Zwolle | Nederland | Eerste divisie | 7    | 0     |
| Totaal  | Totaal    | Totaal    | Totaal         | 7    | 0     |